# Comando de Libertação Nacional
Das Comando de Libertação Nacional (COLINA, Portugiesisch: Kommando der nationalen Befreiung), informell Comandos genannt, war eine 1967 gegründete brasilianische Untergrundbewegung, die als Stadtguerilla operierte. Ihr Ziel war der Sturz der 1964 errichteten Militärdiktatur mit militärischen und terroristischen Mitteln.

## Struktur und Einsatz
COLINA wurde 1967 von einer Splittergruppe der Partido Socialista Brasileiro im Bundesstaat Minas Gerais gegründet, die 1965 im Zuge des Putsches verboten worden war. Hinzu kamen sozialistisch orientierte Sympathisanten aus dem Militär. Unklar ist bis heute, welche personelle Stärke die Gruppe tatsächlich besaß. Ihr gehörte auch die damalige Studentin und ehemalige Staatspräsidentin Brasiliens, Dilma Rousseff, an. 
Die Gruppe verübte vorzugsweise Banküberfälle, um die Finanzierung für den Ankauf von Waffen, Ausrüstung usw. sicherzustellen. Obwohl offenbar ursprünglich auch eine Guerillatätigkeit auf dem Land geplant war, fanden ihre Operationen praktisch alle in urbanen Zentren statt. Obwohl unklar ist, ob COLINA Kontakt zu Carlos Marighellas Acção Libertadora Nacional (ALN, Portugiesisch: Nationale Befreiungsaktion) hatte, benutzte sie Methoden, wie Marighella sie in seinem Mini-Manual do Guerrilheiro Urbano (Rio de Janeiro 1969) definiert hatte, das später auch von der westdeutschen RAF adaptiert wurde. 
Kurzfristiges Aufsehen erregte COLINA international durch den Mord an dem westdeutschen Militärattaché, Major der Bundeswehr Eduard von Westernhagen (geb. ca. 1923). Ein dreiköpfiges COLINA-Kommando, bestehend aus João Lucas Alves, Serenio Viana Colon und José Roberto Monteiro erschoss von Westernhagen am 1. Juli 1968 in der Rua Engenheiro Duarte im Stadtteil Gávea von Rio de Janeiro in unmittelbarer Nähe seiner Wohnung, als er auf dem Weg zu einem Lehrgang an der brasilianischen Stabsakademie Escola Superior de Guerra war. An der Planung war auch Amílcar Baiardi beteiligt. Wenige Tage später erklärte COLINA, dass das Opfer irrtümlich erschossen wurde. Von Westernhagen sei mit dem bolivianischen Hauptmann Gary Prado Salmón verwechselt worden, der denselben Lehrgang wie von Westernhagen besuchte und der von den Attentätern als der Mörder von Ernesto Che Guevara angesehen wurde. 
Alves wurde bereits im November 1968 von der Polizei gefasst und in der Haft zu Tode gefoltert. Im Januar 1969 gelang es der Polizei von Minas Gerais, mehrere Gruppenmitglieder zu verhaften, so Viana Colon, der angeblich in seiner Zelle Suizid beging, und Murilo Pezutti, der in Rio in einer Kaserne an den Folgen von Folterungen verstarb. Amílcar Baiardi überlebte den Untergrundkampf und wurde offenbar 1988 nach dem Ende der Militärdiktatur amnestiert.  
Die Reste von COLINA schlossen sich im Juli 1969 mit der Vanguardia Popular Revolucionario (VPR, Portugiesisch: Revolutionäre Volksavantgarde), die sich aus der kommunistischen Splitterpartei Partido Obrero Comunista rekrutierte, zusammen und bildete die Vanguardia Armada Revolucionario Palmares (Portugiesisch Revolutionäre bewaffnete Avantgarde Palmares).